# Die Leipziger Andere Zeitung
Die Leipziger Andere Zeitung (zuerst Die Andere Zeitung) war eine Wochenzeitung in Leipzig von 1990 bis 1991. Ihr Kulturmagazin Kreuzer besteht als monatlich erscheinendes Stadtmagazin bis in die Gegenwart. Ein Slogan war „Im Westen nichts Neues. Im Osten die DAZ.“

## Geschichte
Seit dem 18. Oktober 1989 wurde das Informationsblatt Neues Forum Leipzig hergestellt und verteilt. Es gab jeden Mittwoch eine neue Ausgabe, die dann für 1,50 Mark verkauft wurden. Die Nr. 7 wurde in 10.000 Exemplaren gedruckt. Die letzte Nummer 10 wurde am 18. Dezember 1989 herausgegeben.
Ende Dezember 1989 wurde ein eigener Verlag DAZ  gegründet, in dem am 31. Januar 1990 die erste Ausgabe von Die Andere Zeitung mit 40.000 Exemplaren erschien. Diese waren nach wenigen Stunden ausverkauft.
Chefredakteur wurde Jan Peter.
Die Andere Zeitung wollte aus unabhängiger Sicht die Probleme und Entwicklungen in der DDR in der Wendezeit darstellen, ähnlich wie die neue Zeitung Wir in Leipzig. Sie stellte sich als politische Alternative zur Leipziger Volkszeitung, dem ehemaligen SED-Blatt dar.
Die Andere Zeitung brachte Stasi-Enthüllungen, Umweltthemen, Subkultur, Rathausskandale, Wendeverlierer.
Sie setzte sich auch mit der bevorstehenden Angliederung der DDR an die Bundesrepublik kritisch auseinander.

„Bei den neuen Medien musste 1990 nicht mehr mit dem untergehenden System die Auseinandersetzung geführt werden, vielmehr wurde gegen die Erscheinungsformen des Anschlusses der DDR an die Bundesrepublik angeschrieben, gegen die Arroganz der geschichtlichen Sieger, gegen Raub- und Glücksritter und Wendehälse. Alles in allem tapfer, aber auf verlorenem Posten. Und zu spät.“

Mehrere Versuche, mit westlichen Medienkonzernen zu einer Zusammenarbeit zu kommen, scheiterten. Wirtschaftliche Probleme durch sinkende Verkaufszahlen und die starke Konkurrenz von westlichen Printmedien führten schließlich zum Ende der DAZ am 24. April 1991.

## Zitate
Die DAZ veröffentlichte
einen Text von Walter Ulbricht von 1961, in welchem er der Bevölkerung der DDR „blühende Landschaften“ versprach:

„Als Sozialisten sind wir uns darüber klar, dass im sozialistischen Lager bis 1965 ein Überfluss an Lebensmitteln erreicht werden soll. Was da auf den Handel zukommt, diese immer mächtiger anschwellende Woge von Lebens- und Genussmitteln aus aller Herren Länder, von Kleidern und Schuhen, von wundervollen neuwertigen Stoffen, von Küchen- und Waschmaschinen, Autos, von Kunstgewerbe und Schmuck, von Fotoapparaten und Sportgeräten!“

## Persönlichkeiten
- Jan Peter, Chefredakteur[9]
- Petra Lux, Redakteurin für Kultur und Frauen
- Heidi Bohley[10]
- Wolfram Kempe, Redakteur
- Christian-Hans Schulz, Redakteur, später Mitgesellschafter des kreuzer[11]